# Port Maria
Port Maria est une ville de Jamaïque, chef-lieu de la paroisse de Saint Mary.

## Histoire
La ruine de Fort Haldane, construite en 1759, surplombe la ville.
Fort Haldane est un lieu très important pour la révolte de Tacky en 1760, l'une des  rébellions d'esclaves les plus importantes des Caraïbes au XVIIIe siècle. Le dimanche de Pâques, Tacky, esclave échappé, et un groupe d'esclaves ont tué leur maitre. Ils se sont ensuite rendus à Fort Haldane, ont tué les gardes et volé plusieurs barils de poudre à canon et d'armes à feu.